# Emil Hantl
Emil Hantl, född 14 december 1902 i Mährisch-Lotschnau, död 18 augusti 1984 Plochingen, var en tysk Unterscharführer som verkade i Auschwitz under andra världskriget. Bland annat dödade han interner med fenolinjektioner. Vid Första Auschwitzrättegången 1963–1965 dömdes han till tre och ett halvt års fängelse.